# Serie A1 1990-1991 (pallavolo maschile)

La rosa del Messaggero Ravenna campione d'Italia

La Serie A1 maschile FIPAV 1990-91 fu la 46ª edizione della manifestazione organizzata dalla FIPAV. La regular season si svolse tra il 7 ottobre 1990 e il 14 aprile 1991.

## Regolamento
Le 14 squadre partecipanti disputarono un girone unico con partite di andata e ritorno, cui fecero seguito i play-off scudetto, ai quali presero parte, a partire dagli ottavi, le squadre classificate dal 5º al 10º posto più le prime due classificate della Serie A2 e, a partire dai quarti, le prime quattro in graduatoria al termine della regular season. Le squadre classificate dall'11º al 14º posto retrocessero in Serie A2.

## Avvenimenti

Il fuoriclasse statunitense Karch Kiraly, schiacciatore dei ravennati e migliore giocatore del campionato agli Oscar del Volley.

L'inizio del campionato italiano maschile di pallavolo fu fissato per il 7 ottobre, con la prima giornata. Il girone d'andata terminò poi il 27 gennaio.
Il girone di ritorno iniziò il 13 febbraio. Il 3 e il 4 aprile, tra la 23ª e la 24ª giornata, fu disputata a Venezia-Mestre la fase finale di Coppa Italia. La regular season terminò poi domenica 14 aprile.
Il 13 maggio presero il via i play-off per l'assegnazione dello scudetto, che si conclusero il 26 maggio con l'affermazione del Messaggero Ravenna sul Maxicono Parma. Retrocessero Edilcuoghi Agrigento, Gividì Milano, Pencus Bologna e Prep Reggio Emilia.

## Le squadre partecipanti
Le squadre partecipanti furono 14: il Maxicono Parma era campione uscente, mentre l'Edilcuoghi Agrigento, il Gividì Milano e la Prep Reggio Emilia erano le neopromosse dalla Serie A2.
| Squadra                   | Stagioni in Serie A1 | Allenatore                                  | Campo di gioco                         |
| ------------------------- | -------------------- | ------------------------------------------- | -------------------------------------- |
| Alpitour Cuneo            | 2                    | Dimiter Zlatanov                            | Palatenda di Cuneo                     |
| Charro Padova             | 15                   | Vladimir Janković, poi Silvano Prandi       | PalaBernhardsson di Padova             |
| Edilcuoghi Agrigento      | 3                    |                                             | PalaNicosia di Agrigento               |
| Gabeca Montichiari        | 4                    | Stelio De Rocco                             | PalaFiera di Montichiari, BS           |
| Gividì Milano             | 1                    |                                             | PalaLido di Milano                     |
| Il Messaggero Ravenna     | 19                   | Daniele Ricci                               | PalaDeAndrè di Ravenna                 |
| Maxicono Parma            | 44                   | Bebeto de Freitas                           | PalaRaschi di Parma                    |
| Mediolanum Milano         | 14                   | Douglas Beal                                | PalaLido di Milano                     |
| Pallavolo Falconara       | 11                   | Alessandro Lazzeroni                        | PalaBadiali di Falconara Marittima, AN |
| Pencus Bologna            | 10                   |                                             | PalaDozza di Bologna                   |
| Philips Modena            | 23                   | Massimo Barbolini                           | PalaPanini di Modena                   |
| Prep Reggio Emilia        | 1                    |                                             | PalaBigi di Reggio Emilia              |
| Sisley Treviso            | 3                    | Anders Kristiansson, poi Gian Paolo Montali | PalaVerde di Villorba, TV              |
| Terme di Acireale Catania | 16                   | Ivan Seferinov                              | PalaSpedini di Catania                 |

## Torneo

### Regular season

#### Risultati
| Prima giornata, 7 ottobre |                          |     |                                 |
|                           |                          |     |                                 |
|                           | Milano-Treviso           | 0-3 | 3-15, 10-15, 7-15               |
|                           | Catania-Ravenna          | 0-3 | 2-15, 14-16, 5-15               |
|                           | Cuneo-Reggio Emilia      | 3-1 | 15-11, 12-15, 15-1, 15-5        |
|                           | Falconara-Gonzaga Milano | 1-3 | 8-15, 13-15, 16-14, 13-15       |
|                           | Modena-Bologna           | 3-0 | 15-3, 15-5, 15-7                |
|                           | Montichiari-Parma        | 2-3 | 8-15, 15-7, 15-12, 11-15, 11-15 |
|                           | Padova-Agrigento         | 3-0 | 15-6, 15-6, 15-4                |

| Seconda giornata, 14 ottobre |                           |     |                                |
|                              |                           |     |                                |
|                              | Agrigento-Modena          | 0-3 | 6-15, 8-15, 11-15              |
|                              | Bologna-Catania           | 3-0 | 16-14, 15-11, 15-6             |
|                              | Gonzaga Milano-Padova     | 3-1 | 16-14, 16-6, 11-15, 15-3       |
|                              | Parma-Falconara           | 3-0 | 15-8, 15-6, 15-9               |
|                              | Ravenna-Milano            | 3-0 | 15-5, 15-5, 15-7               |
|                              | Reggio Emilia-Montichiari | 2-3 | 15-11, 8-15, 15-4, 3-15, 11-15 |
|                              | Treviso-Cuneo             | 3-0 | 15-6, 15-5, 15-1               |

| Terza giornata, 21 ottobre |                            |     |                                |
|                            |                            |     |                                |
|                            | Milano-Bologna             | 3-0 | 15-8, 15-0, 15-12              |
|                            | Cuneo-Ravenna              | 0-3 | 10-15, 6-15, 4-15              |
|                            | Falconara-Catania          | 3-1 | 14-16, 15-6, 16-14, 15-11      |
|                            | Modena-Padova              | 1-3 | 13-15, 4-15, 15-10, 16-17      |
|                            | Montichiari-Gonzaga Milano | 0-3 | 12-15, 10-15, 13-15            |
|                            | Parma-Agrigento            | 3-1 | 15-12, 15-8, 12-15, 15-8       |
|                            | Treviso-Reggio Emilia      | 3-2 | 15-9, 5-15, 15-13, 12-15, 15-7 |

| Quarta giornata, 27 ottobre |                        |     |                                 |
|                             |                        |     |                                 |
|                             | Agrigento-Treviso      | 0-3 | 8-15, 5-15, 7-15                |
|                             | Bologna-Gonzaga Milano | 1-3 | 10-15, 16-14, 6-15, 2-15        |
|                             | Milano-Falconara       | 2-3 | 9-15, 15-7, 15-10, 5-15, 16-17  |
|                             | Catania-Modena         | 3-0 | 15-8, 17-15, 15-12              |
|                             | Padova-Cuneo           | 3-2 | 12-15, 15-7, 15-3, 11-15, 15-12 |
|                             | Ravenna-Montichiari    | 3-1 | 15-13, 16-14, 8-15, 15-12       |
|                             | Reggio Emilia-Parma    | 0-3 | 16-17, 12-15, 4-15              |

| Quinta giornata, 4 novembre |                          |     |                                |
|                             |                          |     |                                |
|                             | Bologna-Montichiari      | 0-3 | 6-15, 13-15, 7-15              |
|                             | Cuneo-MIlano             | 3-1 | 6-15, 15-4, 15-7, 15-13        |
|                             | Gonzaga Milano-Agrigento | 3-0 | 15-10, 15-8, 15-5              |
|                             | Parma-Catania            | 3-0 | 15-12, 15-12, 15-12            |
|                             | Ravenna-Falconara        | 3-0 | 15-8, 15-11, 15-10             |
|                             | Reggio Emilia-Padova     | 1-3 | 10-15, 12-15, 15-11, 7-15      |
|                             | Treviso-Modena           | 3-2 | 9-15, 10-15, 15-6, 15-13, 15-9 |

| Sesta giornata, 11 novembre |                        |     |                                  |
|                             |                        |     |                                  |
|                             | Agrigento-Bologna      | 3-0 | 15-6, 15-11, 15-7                |
|                             | Milano-Parma           | 0-3 | 6-15, 12-15, 9-15                |
|                             | Catania-Gonzaga Milano | 1-3 | 17-15, 8-15, 1-15, 9-15          |
|                             | Falconara-Cuneo        | 3-0 | 16-14, 15-4, 15-12               |
|                             | Modena-Reggio Emilia   | 3-2 | 13-15, 6-15, 15-11, 15-6, 15-11  |
|                             | Montichiari-Padova     | 3-2 | 8-15, 15-10, 15-11, 12-15, 15-10 |
|                             | Treviso-Ravenna        | 1-3 | 12-15, 15-6, 9-15, 14-16         |

| Settima giornata, 16 dicembre |                         |     |                                  |
|                               |                         |     |                                  |
|                               | Bologna-Ravenna         | 0-3 | 8-15, 4-15, 9-15                 |
|                               | Cuneo-Modena            | 3-1 | 10-15, 15-12, 15-12, 15-8        |
|                               | Gonzaga Milano-Milano   | 3-0 | 15-10, 15-12, 15-8               |
|                               | Montichiari-Agrigento   | 3-1 | 15-12, 15-5, 12-15, 15-5         |
|                               | Padova-Catania          | 3-2 | 15-3, 13-15, 15-10, 13-15, 15-12 |
|                               | Parma-Treviso           | 3-2 | 13-15, 16-17, 15-5, 15-9, 15-11  |
|                               | Reggio Emilia-Falconara | 0-3 | 7-15, 2-15, 5-15                 |

| Ottava giornata, 23 dicembre |                       |     |                         |
|                              |                       |     |                         |
|                              | Agrigento-Cuneo       | 0-3 | 6-15, 6-15, 13-15       |
|                              | Milano-Reggio Emilia  | 3-1 | 9-15, 15-12, 15-8, 15-4 |
|                              | Catania-Montichiari   | 0-3 | 5-15, 6-15, 6-15        |
|                              | Falconara-Treviso     | 0-3 | 11-15, 14-16, 11-15     |
|                              | Modena-Gonzaga Milano | 1-3 | 7-15, 14-16, 15-4, 8-15 |
|                              | Padova-Bologna        | 3-0 | 15-6, 15-4, 15-11       |
|                              | Ravenna-Parma         | 3-0 | 15-8, 15-9, 15-3        |

| Nona giornata, 31 dicembre |                       |     |                         |
|                            |                       |     |                         |
|                            | Agrigento-Ravenna     | 0-3 | 11-15, 8-15, 10-15      |
|                            | Bologna-Cuneo         | 1-3 | 6-15, 4-15, 15-13, 4-15 |
|                            | Milano-Modena         | 0-3 | 13-15, 6-15, 7-15       |
|                            | Gonzaga Milano-Modena | 0-3 | 13-15, 6-15, 7-15       |
|                            | Montichiari-Falconara | 3-0 | 15-11, 15-10, 15-10     |
|                            | Parma-Padova          | 1-3 | 15-5, 7-15, 13-15, 3-15 |
|                            | Reggio Emilia-Milano  | 0-3 | 12-15, 7-15, 15-17      |

| Decima giornata, 6 gennaio |                        |     |                                 |
|                            |                        |     |                                 |
|                            | Catania-Agrigento      | 3-0 | 15-4, 15-6, 15-8                |
|                            | Cuneo-Parma            | 2-3 | 5-15, 15-7, 14-16, 15-12, 11-15 |
|                            | Falconara-Bologna      | 3-0 | 15-7, 15-8, 15-8                |
|                            | Gonzaga Milano-Treviso | 3-2 | 15-12, 10-15, 15-6, 7-15, 16-14 |
|                            | Modena-Montichiari     | 3-1 | 16-17, 15-12, 15-4, 15-6        |
|                            | Padova-Milano          | 3-0 | 15-9, 15-11, 15-8               |
|                            | Ravenna-Reggio Emilia  | 3-0 | 15-4, 15-7, 15-6                |

| Undicesima giornata, 13 gennaio |                       |     |                                 |
|                                 |                       |     |                                 |
|                                 | Agrigento-Milano      | 3-0 | 15-9, 15-10, 15-8               |
|                                 | Bologna-Parma         | 0-3 | 4-15, 10-15, 8-15               |
|                                 | Catania-Reggio Emilia | 1-3 | 11-15, 8-15, 15-10, 13-15       |
|                                 | Gonzaga Milano-Cuneo  | 3-0 | 15-5, 15-4, 15-4                |
|                                 | Modena-Falconara      | 3-1 | 15-12, 6-15, 15-8, 15-8         |
|                                 | Montichiari-Treviso   | 3-1 | 15-9, 15-11, 14-16, 15-13       |
|                                 | Padova-Ravenna        | 2-3 | 15-13, 17-15, 8-15, 5-15, 16-17 |

| Dodicesima giornata, 20 gennaio |                       |     |                           |
|                                 |                       |     |                           |
|                                 | Milano-Catania        | 3-1 | 14-16, 15-6, 15-5, 15-9   |
|                                 | Cuneo-Montichiari     | 3-0 | 15-13, 15-10, 15-5        |
|                                 | Falconara-Agrigento   | 3-1 | 12-15, 15-10, 15-6, 15-6  |
|                                 | Parma-Gonzaga Milano  | 3-0 | 15-8, 15-7, 15-8          |
|                                 | Ravenna-Modena        | 3-0 | 15-11, 15-10, 15-13       |
|                                 | Reggio Emilia-Bologna | 3-1 | 15-12, 15-13, 8-15, 15-7  |
|                                 | Treviso-Padova        | 1-3 | 15-4, 13-15, 13-15, 11-15 |

| Tredicesima giornata, 27 gennaio |                         |     |                                   |
|                                  |                         |     |                                   |
|                                  | Agrigento-Reggio Emilia | 0-3 | 11-15, 14-16, 5-15                |
|                                  | Bologna-Treviso         | 1-3 | 12-15, 9-15, 15-12, 8-15          |
|                                  | Catania-Cuneo           | 1-3 | 5-15, 15-13, 5-15, 14-16          |
|                                  | Gonzaga Milano-Ravenna  | 1-3 | 10-15, 10-15, 15-12, 2-15         |
|                                  | Modena-Parma            | 2-3 | 15-12, 14-16, 13-15, 15-11, 11-15 |
|                                  | Montichiari-Milano      | 3-0 | 15-13, 15-12, 15-8                |
|                                  | Padova-Falconara        | 3-1 | 15-8, 15-12, 12-15, 15-7          |

| Quattordicesima giornata, 10 febbraio |                          |     |                                   |
|                                       |                          |     |                                   |
|                                       | Agrigento-Padova         | 1-3 | 15-6, 10-15, 15-17, 4-15          |
|                                       | Bologna-Modena           | 0-3 | 7-15, 11-15, 10-15                |
|                                       | Gonzaga Milano-Falconara | 3-0 | 15-8, 15-8, 15-8                  |
|                                       | Parma-Montichiari        | 3-2 | 15-11, 15-6, 14-16, 4-15, 15-11   |
|                                       | Ravenna-Catania          | 3-0 | 15-6, 15-11, 15-8                 |
|                                       | Reggio Emilia-Cuneo      | 2-3 | 10-15, 10-15, 15-13, 15-11, 14-16 |
|                                       | Treviso-Milano           | 3-0 | 15-13, 15-9, 15-7                 |

| Quindicesima giornata, 14 febbraio |                           |     |                                |
|                                    |                           |     |                                |
|                                    | Milano-Ravenna            | 0-3 | 7-15, 9-15, 9-15               |
|                                    | Catania-Bologna           | 3-2 | 14-16, 15-8, 9-15, 16-14, 15-9 |
|                                    | Cuneo-Treviso             | 1-3 | 7-15, 15-8, 10-15, 13-15       |
|                                    | Falconara-Parma           | 3-2 | 15-2, 5-15, 11-15, 15-4, 15-13 |
|                                    | Modena-Agrigento          | 3-0 | 15-5, 15-12, 15-11             |
|                                    | Montichiari-Reggio Emilia | 3-0 | 15-13, 15-9, 15-2              |
|                                    | Padova-Gonzaga Milano     | 0-3 | 11-15, 8-15, 8-15              |

| Sedicesima giornata, 17 febbraio |                            |     |                            |
|                                  |                            |     |                            |
|                                  | Agrigento-Brescia          | 1-3 | 12-15, 15-17, 15-9, 4-15   |
|                                  | Bologna-Milano             | 3-1 | 4-15, 15-11, 15-11, 15-11  |
|                                  | Catania-Falconara          | 3-1 | 11-15, 15-10, 15-11, 15-11 |
|                                  | Gonzaga Milano-Montichiari | 3-1 | 15-9, 11-15, 15-11, 15-10  |
|                                  | Padova-Modena              | 3-0 | 16-14, 15-13, 15-10        |
|                                  | Ravenna-Cuneo              | 3-1 | 13-15, 15-10, 15-0, 15-6   |
|                                  | Reggio Emilia-Treviso      | 1-3 | 15-11, 10-15, 10-15, 12-15 |

| Diciassettesima giornata, 24 febbraio |                        |     |                           |
|                                       |                        |     |                           |
|                                       | Cuneo-Padova           | 3-0 | 15-11, 15-13, 15-8        |
|                                       | Falconara-Milano       | 3-0 | 15-10, 15-7, 15-12        |
|                                       | Gonzaga Milano-Bologna | 3-0 | 15-6, 15-4, 15-5          |
|                                       | Modena-Catania         | 3-1 | 15-12, 6-15, 15-3, 16-14  |
|                                       | Montichiari-Ravenna    | 1-3 | 7-15, 15-10, 13-15, 13-15 |
|                                       | Parma-Reggio Emilia    | 3-0 | 15-7, 15-1, 15-9          |
|                                       | Treviso-Agrigento      | 3-0 | 15-11, 15-9, 15-7         |

| Diciottesima giornata, 28 febbraio |                          |     |                                 |
|                                    |                          |     |                                 |
|                                    | Agrigento-Gonzaga Milano | 2-3 | 15-13, 10-15, 17-16, 5-15, 6-15 |
|                                    | Milano-Cuneo             | 0-3 | 12-15, 16-17, 8-15              |
|                                    | Catania-Parma            | 2-3 | 6-15, 5-15, 15-5, 15-13, 12-15  |
|                                    | Falconara-Ravenna        | 1-3 | 13-15, 9-15, 15-7, 9-15         |
|                                    | Modena-Treviso           | 1-3 | 17-15, 12-15, 6-15, 13-15       |
|                                    | Montichiari-Bologna      | 3-0 | 15-12, 15-8, 15-10              |
|                                    | Padova-Reggio Emilia     | 3-0 | 15-5, 15-13, 15-3               |

| Diciannovesima giornata, 5 marzo |                        |     |                                 |
|                                  |                        |     |                                 |
|                                  | Bologna-Agrigento      | 3-1 | 15-13, 9-15, 15-4, 16-14        |
|                                  | Cuneo-Falconara        | 2-3 | 15-12, 3-15, 3-15, 15-12, 14-16 |
|                                  | Gonzaga Milano-Catania | 3-1 | 16-14, 15-9, 11-15, 15-12       |
|                                  | Padova-Montichiari     | 3-1 | 15-4, 10-15, 17-15, 15-6        |
|                                  | Parma-Milano           | 3-0 | 15-9, 15-8, 15-10               |
|                                  | Ravenna-Treviso        | 3-0 | 15-6, 15-6, 15-7                |
|                                  | Reggio Emilia-Modena   | 0-3 | 6-15, 7-15, 13-15               |

| Ventesima giornata, 10 marzo |                         |     |                                   |
|                              |                         |     |                                   |
|                              | Agrigento-Montichiari   | 3-2 | 11-15, 13-15, 15-11, 15-13, 15-11 |
|                              | Milano-Gonzaga Milano   | 2-3 | 15-13, 15-10, 3-15, 3-15, 13-15   |
|                              | Catania-Padova          | 3-1 | 15-8, 15-13, 12-15, 17-15         |
|                              | Falconara-Reggio Emilia | 3-1 | 12-15, 17-15, 15-12, 15-10        |
|                              | Modena-Cuneo            | 3-1 | 15-9, 15-10, 11-15, 16-14         |
|                              | Ravenna-Bologna         | 3-0 | 15-8, 15-6, 16-14                 |
|                              | Treviso-Parma           | 3-2 | 7-15, 15-12, 1-15, 15-13, 15-9    |

| Ventunesima giornata, 17 marzo |                       |     |                                 |
|                                |                       |     |                                 |
|                                | Bologna-Padova        | 0-3 | 6-15, 4-15, 7-15                |
|                                | Cuneo-Agrigento       | 3-0 | 15-9, 15-12, 15-13              |
|                                | Gonzaga Milano-Modena | 3-0 | 15-8, 15-6, 15-1                |
|                                | Montichiari-Catania   | 1-3 | 10-15, 15-10, 12-15, 3-15       |
|                                | Parma-Ravenna         | 2-3 | 7-15, 11-15, 15-5, 16-14, 10-15 |
|                                | Reggio Emilia-Milano  | 3-1 | 13-15, 15-9, 15-11, 15-6        |
|                                | Treviso-Falconara     | 3-1 | 12-15, 15-8, 15-4, 15-4         |

| Ventiduesima giornata, 25 marzo |                              |     |                                 |
|                                 |                              |     |                                 |
|                                 | Catania-Treviso              | 2-3 | 9-15, 16-14, 17-16, 6-15, 9-15  |
|                                 | Cuneo-Bologna                | 3-1 | 16-14, 4-15, 15-2, 15-9         |
|                                 | Falconara-Montichiari        | 3-0 | 15-8, 15-9, 15-10               |
|                                 | Gonzaga Milano-Reggio Emilia | 3-0 | 15-9, 16-14, 15-9               |
|                                 | Modena-Milano                | 3-1 | 8-15, 15-4, 15-6, 15-6          |
|                                 | Padova-Parma                 | 2-3 | 7-15, 13-15, 15-9, 16-14, 13-15 |
|                                 | Ravenna-Agrigento            | 3-0 | 15-1, 15-4, 16-14               |

| Ventitreesima giornata, 30 marzo |                        |     |                                |
|                                  |                        |     |                                |
|                                  | Agrigento-Catania      | 3-2 | 9-15, 16-14, 15-5, 7-15, 15-10 |
|                                  | Bologna-Falconara      | 1-3 | 6-15, 15-9, 10-15, 7-15        |
|                                  | Milano-Padova          | 1-3 | 6-15, 15-9, 10-15, 7-15        |
|                                  | Montichiari-Modena     | 0-3 | 7-15, 16-17, 1-15              |
|                                  | Parma-Cuneo            | 3-1 | 9-15, 15-6, 15-10, 15-9        |
|                                  | Reggio Emilia-Ravenna  | 0-3 | 5-15, 12-15, 7-15              |
|                                  | Treviso-Gonzaga Milano | 0-3 | 7-15, 4-15, 7-15               |

| Ventiquattresima giornata, 7 aprile |                       |     |                                 |
|                                     |                       |     |                                 |
|                                     | Milano-Agrigento      | 2-3 | 15-10, 10-15, 4-15, 15-4, 13-15 |
|                                     | Cuneo-Gonzaga Milano  | 3-2 | 15-12, 7-15, 16-14, 9-15, 15-13 |
|                                     | Falconara-Modena      | 2-3 | 15-12, 16-17, 6-15, 15-4, 9-15  |
|                                     | Parma-Bologna         | 3-0 | 15-2, 15-7, 15-3                |
|                                     | Ravenna-Padova        | 3-1 | 15-8, 13-15, 15-10, 17-15       |
|                                     | Reggio Emilia-Catania | 0-3 | 7-15, 4-15, 7-15                |
|                                     | Treviso-Montichiari   | 3-0 | 15-11, 15-6, 15-11              |

| Venticinquesima giornata, 11 aprile |                       |     |                                |
|                                     |                       |     |                                |
|                                     | Agrigento-Falconara   | 0-3 | 14-16, 13-15, 10-15            |
|                                     | Bologna-Reggio Emilia | 3-0 | 15-12, 15-13, 15-13            |
|                                     | Catania-Milano        | 0-3 | 10-15, 5-15, 8-15              |
|                                     | Gonzaga Milano-Parma  | 3-1 | 15-13, 13-15, 15-13, 15-11     |
|                                     | Modena-Ravenna        | 2-3 | 15-9, 12-15, 15-8, 14-16, 8-15 |
|                                     | Montichiari-Cuneo     | 3-0 | 15-7, 15-11, 15-8              |
|                                     | Padova-Treviso        | 3-1 | 4-15, 16-14, 15-11, 15-6       |

| Ventiseiesima giornata, 14 aprile |                         |     |                                 |
|                                   |                         |     |                                 |
|                                   | Milano-Montichiari      | 3-0 | 15-8, 15-11, 15-12              |
|                                   | Cuneo-Catania           | 3-0 | 15-8, 15-5, 15-8                |
|                                   | Falconara-Padova        | 0-3 | 15-17, 9-15, 7-15               |
|                                   | Parma-Modena            | 3-0 | 15-9, 15-13, 15-8               |
|                                   | Ravenna-Gonzaga Milano  | 2-3 | 15-7, 6-15, 13-15, 16-14, 13-15 |
|                                   | Reggio Emilia-Agrigento | 3-0 | 15-11, 15-10, 15-10             |
|                                   | Treviso-Bologna         | 3-0 | 15-3, 15-3, 15-2                |

#### Classifica
| Pos. | Squadra           | Pt | G  | V  | P  | SV | SP | Ratio | PF    | PS    | Ratio |
| ---- | ----------------- | -- | -- | -- | -- | -- | -- | ----- | ----- | ----- | ----- |
| 1.   | Porto Ravenna     | 50 | 26 | 25 | 1  | 77 | 16 | 4,812 | 1 331 | 912   | 1,459 |
| 2.   | Gonzaga Milano    | 46 | 26 | 23 | 3  | 72 | 25 | 2,880 | 1 354 | 1 005 | 1,347 |
| 3.   | Parma             | 40 | 26 | 20 | 6  | 68 | 35 | 1,942 | 1 366 | 1 128 | 1,210 |
| 4.   | Petrarca          | 36 | 26 | 18 | 8  | 63 | 36 | 1,750 | 1 313 | 1 127 | 1,165 |
| 5.   | Treviso           | 36 | 26 | 18 | 8  | 62 | 37 | 1,675 | 1 296 | 1 085 | 1,194 |
| 6.   | Panini            | 28 | 26 | 14 | 12 | 52 | 45 | 1,155 | 1 246 | 1 142 | 1,091 |
| 7.   | Cuneo             | 28 | 26 | 14 | 12 | 52 | 46 | 1,130 | 1 161 | 1 186 | 0,978 |
| 8.   | Falconara         | 26 | 26 | 13 | 13 | 47 | 49 | 0,959 | 1 191 | 1 161 | 1,025 |
| 9.   | Gabeca            | 22 | 26 | 11 | 15 | 45 | 51 | 0,882 | 1 179 | 1 192 | 0,989 |
| 10.  | Catania           | 14 | 26 | 7  | 19 | 36 | 62 | 0,580 | 1 086 | 1 306 | 0,831 |
| 11.  | Galileo Giovolley | 10 | 26 | 5  | 21 | 28 | 66 | 0,424 | 999   | 1 278 | 0,781 |
| 12.  | Brugherio         | 10 | 26 | 5  | 21 | 25 | 65 | 0,384 | 948   | 1 183 | 0,801 |
| 13.  | Agrigento         | 10 | 26 | 5  | 21 | 23 | 69 | 0,333 | 949   | 1 274 | 0,744 |
| 14.  | Zinella Bologna   | 8  | 26 | 4  | 22 | 20 | 68 | 0,294 | 799   | 1 239 | 0,644 |

      Qualificata ai quarti di finale play-off scudetto.
      Qualificata agli ottavi di finale play-off scudetto.
      Retrocessa in Serie A2.